# Margherita Parini
Margherita Parini (Aosta, 1 september 1972) is een voormalig snowboardster uit Italië. Ze vertegenwoordigde haar vaderland op de Olympische Winterspelen 1998 in Nagano.

## Resultaten

### Olympische Winterspelen
| Jaar | Plaats | Resultaten       |
| ---- | ------ | ---------------- |
| 1998 | Nagano | 13e Reuzenslalom |

### Wereldkampioenschappen
| Jaar | Plaats               | Resultaten                                                   |
| ---- | -------------------- | ------------------------------------------------------------ |
| 1997 | San Candido          | Reuzenslalom · 14e Parallelslalom · 8e Snowboardcross        |
| 1999 | Berchtesgaden        | Reuzenslalom · DNF Parallelreuzenslalom · 19e Parallelslalom |
| 2001 | Madonna di Campiglio | DNF Reuzenslalom 33e Parallelreuzenslalom 11e Parallelslalom |

### Wereldbeker
Eindklasseringen
| Seizoen   | Algemeen          | Reuzenslalom      | Slalom             | Parallel- reuzenslalom | Parallelslalom    | Parallel          | Snowboardcross    |
| --------- | ----------------- | ----------------- | ------------------ | ---------------------- | ----------------- | ----------------- | ----------------- |
| 1996/1997 | 10e 736,00 punten | · 5420,00 punten  | 22e 908,00 punten  |                        |                   |                   | 13e 970,00 punten |
| 1997/1998 | 18e 494,00 punten | 7e 3219,00 punten | 19e 1030,00 punten |                        |                   |                   | -                 |
| 1998/1999 | 5e 984,00 punten  | · 7500,00 punten  | 16e 1640,00 punten |                        |                   |                   | -                 |
| 1999/2000 | · 1037,00 punten  | · 4610,00 punten  |                    | 7e 3780,00 punten      |                   | 7e 3780,00 punten | -                 |
| 2000/2001 | 6e 858,00 punten  | 4e 1880,00 punten |                    |                        | 4e 5050,00 punten |                   | -                 |

| - | Dit seizoen niet deelgenomen aan dit onderdeel. |
|   | Onderdeel werd dit seizoen niet gehouden.       |

Wereldbekerzeges
| Datum            | Plaats         | Onderdeel            |
| ---------------- | -------------- | -------------------- |
| 6 december 1996  | Sestriere      | Reuzenslalom         |
| 7 februari 1997  | Mount Bachelor | Reuzenslalom         |
| 17 januari 1998  | Innichen       | Reuzenslalom         |
| 14 november 1998 | Zell am See    | Reuzenslalom         |
| 29 november 1998 | Sestriere      | Reuzenslalom         |
| 7 februari 1999  | Park City      | Reuzenslalom         |
| 27 november 1999 | Tignes         | Reuzenslalom         |
| 4 december 1999  | Zell am See    | Parallelreuzenslalom |
| 26 februari 2000 | Shiga-Kogen    | Reuzenslalom         |
| 5 maart 2000     | Park City      | Reuzenslalom         |